# Ansar al-Islam
Ansar al-Islam (en arabe أنصار الإسلام, Anṣār al-Islām ; en kurde ئەنسارولئیسلام, Ensar ul-Îslam ; littéralement « défenseurs de l'islam ») est un groupe armé djihadiste actif en Irak depuis 2001 et engagé dans la guerre civile syrienne depuis 2012.

## Activité en Irak et Syrie

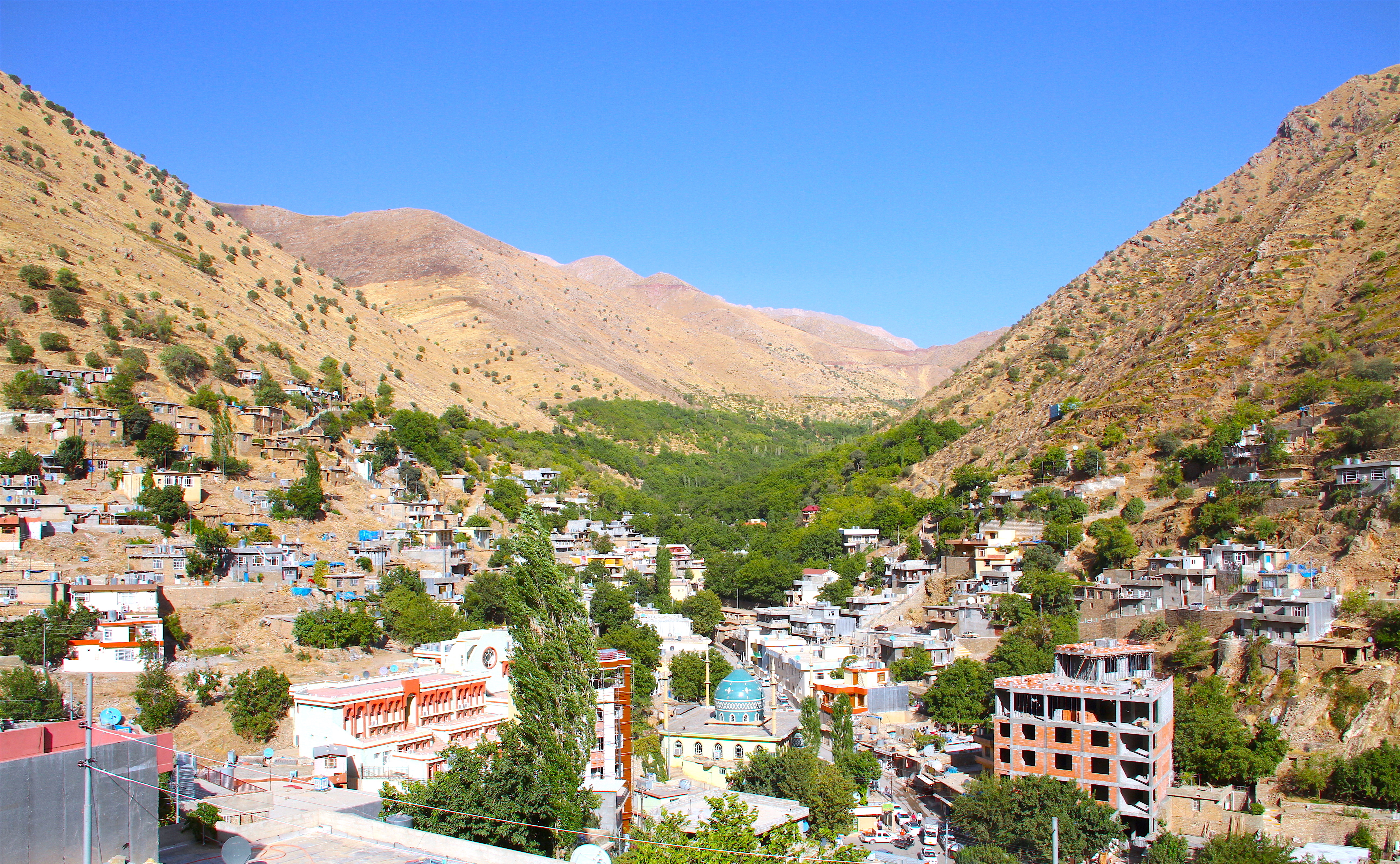
Tawela, district de Hawraman, Kurdistan irakien. Diyar Mohammed, 2016

Ce groupe, fondé le 8 septembre 2001 sous le nom de Jund al-Islam, puis rebaptisé Ansar al-Islam, est un des groupes armés djihadistes actifs au Kurdistan irakien dans les dernières années du régime de Saddam Hussein, parmi lesquels se trouvaient le Mouvement islamique du Kurdistan (rebaptisé Mouvement de l'unité islamique en 2000), Al-Tawhid (Mouvement islamique de l'unification), les Forces Soran et le Front de l'unité islamique.
D'inspiration salafiste, formée de Kurdes et d'Arabes dont des vétérans de la guerre d'Afghanistan, Ansar al-Islam profite de l'affaiblissement du pouvoir irakien après la guerre du Golfe pour établir une base dans le sud-est du Kurdistan irakien, près de la frontière de l'Iran. Il vise principalement des cibles kurdes dans les régions de Biyara et Tawela, au nord-est de Halabja dans la province d'As-Sulaymaniya. Il a pour chef (émir) le prédicateur Najmuddin Ahmad Faraj, dit Mala Fateh Kreka ou Mollah Krekar (en), né en 1956 à Souleimaniye, qui parvient un moment à fédérer les groupes djihadistes kurdes de la région. En 2002, ce groupe héberge Abou Moussab Al-Zarqaoui, le no 2 d'Al-Qaïda, qui contribue à renforcer son organisation. Il reçoit une dotation en argent liquide estimée entre 300 000 et 600 000 USD de la part d'Oussama ben Laden. Al-Qaïda lui prodigue par ailleurs des entraînements et lui procure une assistance logistique.
En 2001, Ansar al-Islam s'empare de la ville d'Halabja. Un rapport d'Human Rights Watch attribue au groupe une série de violations des droits de l'homme commises en 2001-2002 aux environs de Halabja : obligation du voile pour les femmes et de la barbe pour les hommes, interdiction de la musique, de la télévision, de l'adultère et de l'alcool, retrait des images de femmes, violation de la liberté religieuse et destruction des lieux sacrés des Kakaï (croyance syncrétique proche du chiisme) et des naqshbandi (un courant du soufisme) dont beaucoup doivent quitter la région. Lors d'affrontements entre Jund al-Islam (Ansar al-Islam) et les peshmergas de l'Union patriotique du Kurdistan en septembre 2001, plusieurs peshmergas capturés sont égorgés ou décapités, d'autres torturés. Des civils soupçonnés de liens avec l'UPK sont également torturés et libérés contre rançon. Une trêve est conclue ensuite entre l'UPK et l'organisation mais elle est rompue par une tentative d'assassinat du premier ministre kurde Barham Salih le 2 avril 2002. En avril-mai 2002, des négociations entre le mollah Krekar et l'UPK permettent la libération de certains prisonniers des deux camps, mais les affrontements reprennent ensuite avec au moins deux attentats-suicides et une tentative pour faire sauter le centre culturel de Souleimaniye. En décembre 2002, Ansar al-Islam s'empare de deux postes de l'UPK près de Halabja et exécute plusieurs prisonniers. En 2003, l'UPK reprend Halabja.
Le groupe irakien est placé depuis le 24 février 2003 sur la liste de l'ONU des organisations proches d'Al-Qaïda, liste instituée dans le cadre de la résolution 1267 de 1999 visant à lutter contre le terrorisme.
Fin mars 2003, lors de l'opération Viking Hammer, les peshmergas de l'Union patriotique du Kurdistan, appuyés par les forces armées américaines, prennent d'assaut la base tenue par Ansar al-Islam et par ses alliés du Groupe islamique du Kurdistan. Les djihadistes se dispersent, abandonnant sur place un important matériel de fabrication d'armes chimiques.
Par la suite, les membres d'Ansar al-Islam se répandent dans différentes régions d'Irak et participent à la guérilla irakienne contre les États-Unis et leurs auxiliaires irakiens sous la bannière d'Al-Qaïda.
Selon une liste établie par le site Ekurd Daily, plusieurs attentats commis au Kurdistan irakien entre 2005 et 2007 sont attribués à Ansar al-Islam :
- 4 mai 2005 : un attentat-suicide contre le siège du Parti démocratique du Kurdistan à Erbil fait au moins 60 morts et 150 blessés[6]. Une autre source attribue cet attentat au groupe djihadiste Ansar al-Sunna (en) [7].
- 9 mai 2007 : un attentat au camion-suicide revendiqué par Ansar al-Islam, devant les bâtiments du ministère de l'Intérieur et des services de sécurité à Erbil, fait 19 morts et 70 blessés[6]
- 13 mai 2007 : un attentat au camion-suicide à Makhmur dans la province d'Erbil fait au moins 30 morts et 115 blessés dont le maire de la ville. 9 membres présumés d'Ansar al-Islam sont arrêtés pour cet attentat ; dans d'autres villes du Kurdistan irakien, les forces de sécurité arrêtent plusieurs membres de partis islamistes soupçonnés de liens avec les groupes armés[6]
- 16 juillet 2007 : 7 garde-frontières kurdes sont tués dans une embuscade[6].
- 15 novembre 2007 : un bâtiment administratif explose à Sharbazher (en) dans la province d'As-Sulaymaniya[6].

À partir de 2011, Ansar al-Islam s'engage dans la guerre civile syrienne sous le nom d'Ansar al-Islam in Bilad al-Sham (Ansar al-Islam au Levant) et opère dans les régions d'Idlib et de Damas. Il est actif principalement dans le gouvernorat de Damas et sa banlieue, son commandant serait Abou Moaz al-Agha. Depuis septembre 2012, Ansar al-Islam ferait partie du Front islamique de libération syrien (FLIS) souvent appelé tout simplement Front de libération syrien (FLS), qui englobe plusieurs groupes armés rebelles.
Le 16 octobre 2012, un communiqué par compte Twitter annonce qu'Ansar al-Islam a décidé de s'allier à l'organisation État islamique en Irak devenu plus tard État islamique. Le 25 novembre 2012, Ansar al-Islam revendique un attentat-suicide contre une milice chiite à Rabia. En juin 2014, pendant l'offensive de l'EI vers Mossoul, Ansar al-Islam revendique 14 attaques contre l'armée et les forces de police dans les environs de Kirkouk, Tikrit et Mossoul. En juillet 2014, toujours par son compte Twitter, l'organisation revendique plusieurs opérations, dont un tir mortel contre le général Najm Abdallah al Sudani, chef de la 6e Division, et dément avoir fait allégeance à l'EI.
Selon l'analyste allemand Florian Flade, en 2015, la plupart des membres d'Ansar al-Islam se sont ralliés à l'État islamique.
En février 2016, au cours de la bataille d'Alep, des affrontements opposent Ansar al-Islam aux combattants kurdes du PYD dans le quartier kurde de Cheikh Maksoud.
En mars 2019, ils ont commencé à attaquer les forces turques dans le nord de la Syrie.

## Activité en Europe
Le mollah Krekar, inspirateur d'Ansar al-Islam, affirme ne plus appartenir à ce mouvement depuis 2002. Il vit en Norvège depuis 1991 et il est sous le coup d'un arrêté d'expulsion depuis 2003, mais cette décision n'est pas exécutée faute de garanties pour sa survie en Irak où il risque la peine de mort.
En novembre 2003, une cellule clandestine d'Ansar al-Islam est constituée en Allemagne du Sud pour y collecter des fonds. Elle est démantelée alors qu'elle préparait un attentat contre le premier ministre irakien Iyad Allaoui à l'occasion d'une visite de celui-ci en Allemagne en décembre 2004. Trois de ses membres sont jugés et condamnés à des peines de prison en 2008,.
En mars 2012, le mollah Krekar est condamné à cinq ans de prison par la justice norvégienne pour menaces de mort contre l'ancienne ministre norvégienne Erna Solberg qui avait signé son arrêté d'expulsion en 2003.
En janvier 2015, le mollah Krekar, libéré de prison, déclare son allégeance à l'État islamique ; il est assigné à résidence dans un village de Norvège.
Le 17 septembre 2015, un des trois membres condamnés en Allemagne, Rafik Mohammed Youssef, en liberté conditionnelle à Berlin, menace des passants avec un couteau, agresse une policière et est abattu par les agents venus en renfort.
En octobre 2015, le mollah Krekar est de nouveau condamné à une peine d'un an et demi de prison par la justice norvégienne pour menaces et appel au meurtre. Il avait déjà purgé une peine de deux ans et dix mois de prison pour des faits similaires.
Le 12 novembre 2015, une opération policière combinée entre l'Italie, le Royaume-Uni, la Norvège, la Finlande, la Suisse et l'Allemagne aboutit à des mandats d'arrêts contre 17 personnes, 16 Kurdes et un Kosovar, dont 13 sont arrêtées en Italie, au Royaume-Uni et en Norvège. Ce réseau aurait eu l'intention de commettre des attentats pour réclamer la libération du mollah Krekar.
Le mollah Krekar est relâché par la justice norvégienne en mars 2016 mais, en juin 2016, le tribunal le fait de nouveau arrêter en vue d'extradition vers l'Italie où il est accusé d'activités terroristes ; il est aussi réclamé par la justice du Gouvernement régional du Kurdistan.
Le 30 novembre 2016, pour des raisons qui n'ont pas été rendues publiques, le parquet italien renonce à sa demande d'extradition du mollah Krekar. La justice norvégienne doit donc de nouveau le remettre en liberté.

## Fiction
L'activité d'Ansar al-Islam au Kurdistan est évoquée par l'écrivain allemand d'origine kurde Sherko Fatah dans son roman Das dunkle Schiff (Salzbourg, 2008).